# Ян Гефлінґер
Ян Гефлінґер (Гофлінгер, Хофлінгер; нім. Jan Höflinger; 28 вересня 1856 — 11 серпня 1903, Львів, Королівство Галичини та Володимирії, Австро-Угорщина) — австро-угорський кондитер, голова Товариства цукерників Галичини та Буковини.

## Життєпис

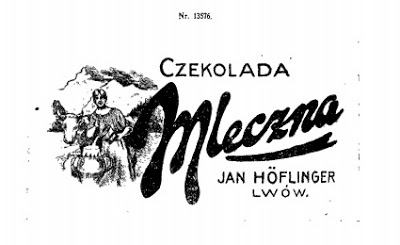
Лого шоколадної плитки Гефлінґера, яку згодом набула у власність всесвітньовідома швейцарська компанія

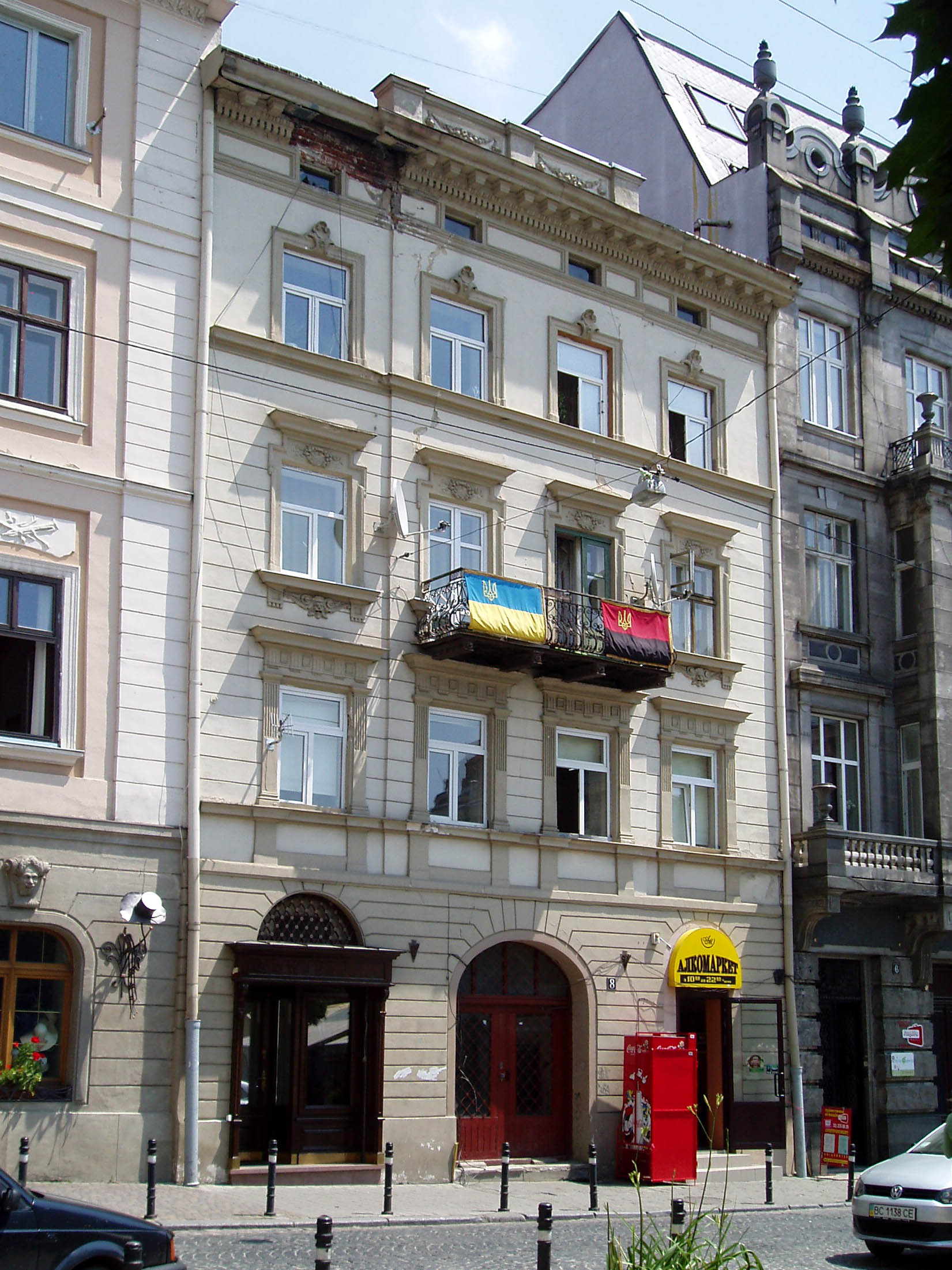
Будинок по вул. Театральній 8, у якому була цукерня Яна Гефлінґера

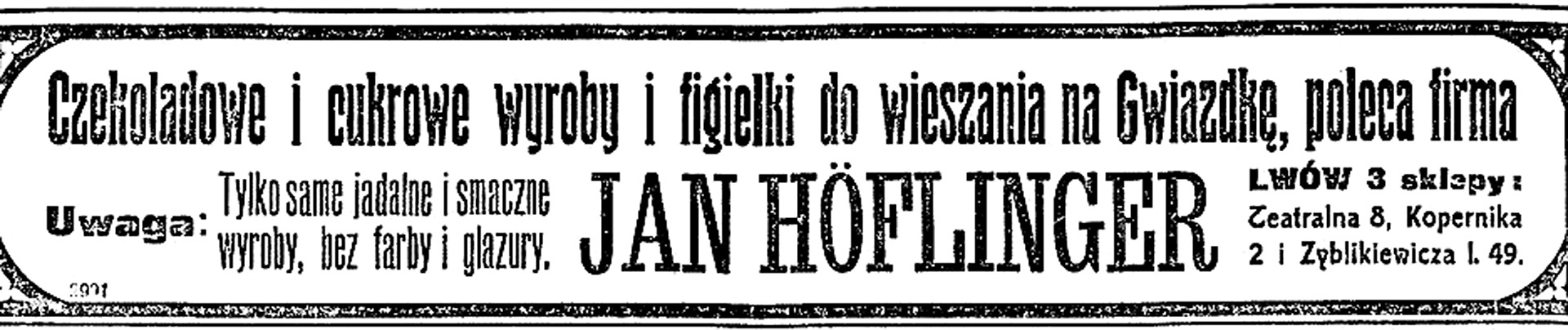
Рекламне оголошення з адресами цукерень, Львів, 1901 рік

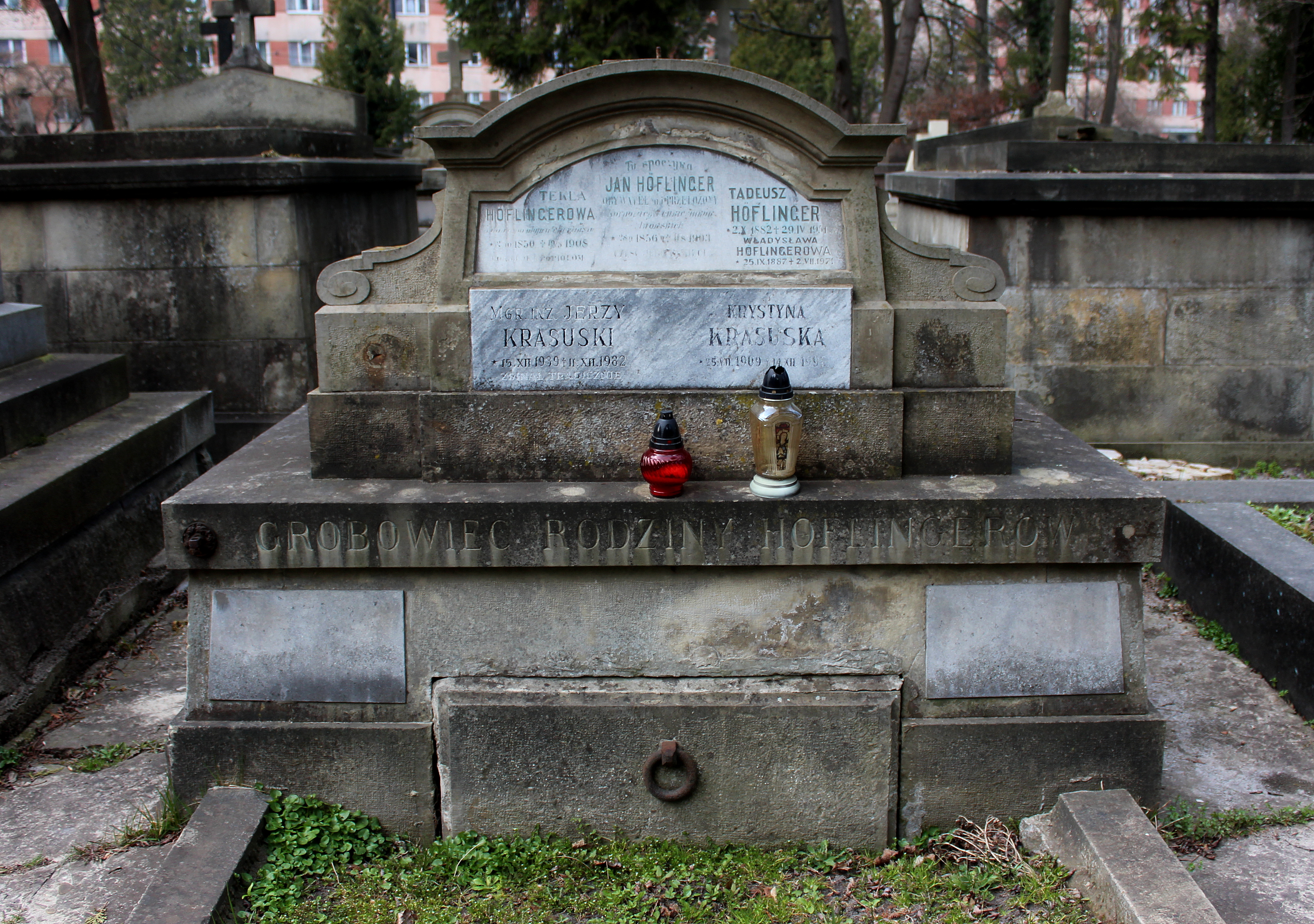
Родинна гробниця Гефлінгерів

Родина Гефлінґерів мала німецьке коріння.
Власник фабрики цукрів, шоколаду та фруктових продуктів переробки у Львові, яку заснував у 1895 році.
1896 року придбав у Міхала Монне цукерню в центрі міста (за сучасною адресою вул. Театральна, 8).
Станом на 1901 рік мав щонайменше три цукерні у Львові: вул. Театральна, 8, вул. Коперника, 2 та на вул. Зиблікевича, 49 (частина сучасної вул. І. Франка, поблизу сучасної площі Івана Франка).
Після смерті Яна фабрика перейшла в спадок синові Тадеушу Гефлінґерові, працювала до приходу радянської влади 1939 року. Тадеуш Гефлінґер розвинув батькову справу, використовував рухому рекламу, брав активну участь у всіх можливих ярмарках та виставах, а також відкрив низку крамничок, де продавалась його продукція.
У 1930-х роках на фірмі Гефлінґера працювало понад 100 осіб, а його статки були близько 500 тис. злотих. Тадеуш Гефлінґер був членом Торгово-промислової палати та депутатом міської ради.
За інформацією, поданою у книзі «Личаківський некрополь», Ян Гефлінґер був власником численних чиншових кам'яниць у Львові.
Один з жертводавців на львівський пам'ятник Адамові Міцкевичу. Його фірма «Ян Гефлінгер» у 1904 році, в дні урочистого відкриття пам'ятника поетові, випустила шоколадний барельєф Адама Міцкевича, а весь прибуток від продажу перших 10 тис. шоколадних барельєфів перерахували у фонд будівництва монументу.
Помер 11 серпня 1903 року та похований у сімейному гробівці на 1а полі Личаківського цвинтаря у Львові разом з дружиною, сином Тадеушем, невісткою Владиславою, онукою Кристиною Красуською та правнуком Єжи Красуським.

## Родина
- дружина — Текля Луїза Гефлінґер (до шлюбу Цвіль; 2 жовтня 1850 — 19 травня 1908, Львів);
- син — Тадеуш Маріан Гефлінґер (2 жовтня 1882, Бучач — 29 квітня 1951, Львів);
- невістка — Владислава Гефлінґер (до шлюбу Каня; 25 вересня 1887, Львів — 2 липня 1971, там само);
- онуки — Кристина Гефлінґер (в шлюбі — Красуська; 25 липня 1909, Львів — 14 грудня 1996, там само). Кристина разом з Софією Батицькою представляла Львів на конкурсі «Міс Полонія — 1930»[14];
Зофія Гефлінґер (в шлюбі — Толлочко; 29 вересня 1911, Львів — 29 квітня 2001, Цешин, Польща);
Ірена Гефлінґер (в шлюбі — Конопацька; 29 травня 1914, Львів—19 вересня 2003, Мар-дель-Плата, Аргентина);
Ханна Гефлінґер (в шлюбі — Латосінська; 1918, Львів—?).
- правнук — Єжи Красуський (син Кристини Гефлінґер; 15 грудня 1939, Львів — 11 грудня 1982, там само). Працював інженером на одній зі львівських фабрик. Одного разу він відмовився погоджувати запроваджувані на підприємстві певні технічні рішення, які, на його думку, загрожували здоров'ю людей. Вочевидь, через це з Єжи й трапився нещасний випадок. Він випав з вікна будівлі та помер на місці. Ніхто не вірив у те, що його смерть була випадковою чи самогубством. Роками це вважалося недоведеним вбивством. Він прожив лише 43 роки[3].